# سیارک ۱۸۰۲۸
سیارک ۱۸۰۲۸ (به انگلیسی: 18028 Ramchandani، نامگذاری:1999KO14) هجده هزار و بیست و هشتمین سیارک کشف شده‌است که در ۱۸ مه ۱۹۹۹ کشف شد.
قدر مطلق سیارک برابر ۱۱.۷ است.